# لي هوارد
لي هوارد (بالإنجليزية: Leigh Howard) مواليد 18 أكتوبر 1989 في غيلونغ، كان دراج أسترالي سابق في صنف سباق الدراجات على الطريق وعلى المضمار. سبق أن شارك في دورة الألعاب الأولمبية الصيفية وفاز بميدالية أولمبية. حقق أيضا ميدالية في دورة ألعاب الكومنولث.

## سجل النتائج

### سباقات أو مراحل فاز بها
- طواف فرنسا
- طواف إسبانيا
- طواف إيطاليا

### المراكز
- حقق المركز الـ 7 في طواف ألبرتا 2014

## الميداليات
| الميدالية | المسابقة                               |
| --------- | -------------------------------------- |
| ذهبية     | بطولة العالم للدراجات على المضمار 2009 |
| ذهبية     | بطولة العالم للدراجات على المضمار 2010 |
| ذهبية     | بطولة العالم للدراجات على المضمار 2011 |
| فضية      | بطولة العالم للدراجات على المضمار 2008 |
| برونزية   | بطولة العالم للدراجات على المضمار 2012 |

## روابط خارجية
- لي هوارد على موقع الاتحاد الدولي للدراجات (الإنجليزية)
- لي هوارد على موقع أرشيف الدراجات (الإنجليزية)
- لي هوارد على موقع إحصائيات الدراجات الإحترافية (الإنجليزية)
- لي هوارد على موقع نسبة الدراجات (الإنجليزية)
- لي هوارد على موقع CycleBase (الإنجليزية)
- لي هوارد على موقع أوليمبيديا (الإنجليزية)